# Tomorrow I Go
Tomorrow I Go (dall'inglese: domani parto) è un singolo della cantante albanese Ledina Çelo pubblicato indipendentemente nel 2005.
Il brano ha vinto il Festivali i Këngës 2004 e ha rappresentato l'Albania all'Eurovision Song Contest 2005, classificandosi al 16º posto nella finale dell'evento.

## Composizione e pubblicazione
Scritto originariamente in lingua albanese da Pandi Laço e Sidorela Risto e composto da Adrian Hila, è stato tradotto in lingua inglese in occasione della partecipazione all'Eurovision Song Contest 2005. È stato pubblicato nel 2005 senza un'etichetta discografica in formato CD-R, DVD-R e DVD-V.

## Testo
Come si evince dalle parole del testo, la protagonista è una giovane donna la notte prima delle sue nozze. La giovane infatti, che presto si trasferirà con il compagno, o che in ogni caso lascerà la casa di famiglia, cerca di consolare la madre, triste per la partenza della figlia, sostenendo che il matrimonio dovrebbe essere un'occasione di festa.

## Partecipazione all'Eurovision Song Contest
Intitolato inizialmente Nesër shkoj (dall'albanese: domani me ne andrò), il brano si è qualificato nella seconda semifinale del Festivali i Këngës 2004, vincendo la finale dell'evento e ottenendo il diritto di rappresentare l'Albania all'Eurovision Song Contest 2005, ospitato dalla capitale ucraina, Kiev.
Tradotto in lingua inglese, il singolo si è esibito direttamente nella finale all'8º posto, classificandosi 16º con 53 punti.

## Tracce

### CD-R
Testi di Pandi Laço e Sidorela Risto, musiche di Adrian Hila.
1. Tomorrow I Go – 3:03
2. Nesër shkoj (versione in albanese) – 3:37

### DVD-R
Testi di Pandi Laço e Sidorela Risto, musiche di Adrian Hila.
1. Tomorrow I Go (video musicale) – 3:01